# Ben Sonnemans
Bernardus Jacobus Maria "Ben" Sonnemans, (* 13. leden 1972 Haarlem, Nizozemsko) je bývalý reprezentant Nizozemska v judu.

## Sportovní kariéra
Byl nástupcem Teo Mejera v Nizozemské reprezentaci a v 90. letech patřil mezi přední evropské judisty v polotěžké váze. Účastnil se dvou olympijských her. V roce 1996 na olympijských hrách v Atlantě prohrál ve čtvrtfinále s Jihokorejcem Kim Min-su technikou ko-soto-gake na wazari. V opravách si vedl velmi dobře a vyzval v boji o třetí místo Brazilce Migela. Ve třetí minutě ho však Brazilec hodil technikou tai-otoši na ippon. Obsadil 5. místo.
Svoji druhou účast na olympijských hrách v Sydney si vybojoval zlepšenými výkony v olympijském roce 2000. Na poslední chvíli vyřadil z nominace Martina Berga. Na samotném olympijském turnaji však prohrál v prvním kole s Kanaďanem Gilem v boji na zemi držením (osaekomi-waza) a v opravách nestačil na Gruzínce Džikurauliho. V dalších sezónách již nedokázal konkurovat nastupující mladé generaci v čele Chéstem a vrcholovou kariéru ukončil v roce 2001.

## Výsledky
| Turnaj                               | 1990 | 1991 | 1992 | 1993 | 1994 | 1995 | 1996 | 1997 | 1998 | 1999 | 2000 |
| ------------------------------------ | ---- | ---- | ---- | ---- | ---- | ---- | ---- | ---- | ---- | ---- | ---- |
| Olympijské hry                       | -    | -    | dns  | -    | -    | -    | 5.   | -    | -    | -    | úč.  |
| Mistrovství světa                    | -    | dns  | -    | 7.   | -    | 7.   | -    | úč.  | -    | dns  | -    |
| Mistrovství Evropy + bez rozdílu vah | dns  | dns  | dns  | dns  | 5.   | dns  | 5.   | 1.   | 3.   | úč.  | úč.  |
| Mistrovství Evropy + bez rozdílu vah | dns  | dns  | dns  | dns  | dns  | 3.   | dns  | dns  | dns  | dns  | dns  |
| MS juniorů                           | 5.   | -    | 5.   | -    | -    | -    | -    | -    | -    | -    | -    |
| ME juniorů                           | dns  | dns  | 5.   | -    | -    | -    | -    | -    | -    | -    | -    |